# 总裂叶堇菜
总裂叶堇菜（学名：Viola fissifolia）是堇菜科堇菜属的植物，是中国的特有植物。分布于中国大陆的北京、河北、黑龙江、吉林、辽宁等地，生长于海拔400米的地区，常生于采伐迹地的草地、山地林缘和山间荒坡草地，目前尚未由人工引种栽培。

## 别名
裂叶堇菜（拉汉种子植物名称）